# Hietalampi (sjö i Rantasalmi, Södra Savolax)
Hietalampi är en sjö i kommunen Rantasalmi i landskapet Södra Savolax i Finland. Sjön ligger 76,7 meter över havet. Arean är 44 hektar och strandlinjen är 6,7 kilometer lång. Sjön  ingår i Vuoksens huvudavrinningsområde.   Den ligger omkring 72 kilometer nordöst om S:t Michel och omkring 280 kilometer nordöst om Helsingfors. Sjön ligger på ett näs i Haukivesi.